# Lindner Coupe
Lindner Coupe — малосерийный спортивный автомобиль, созданный в 1950-х годах в ГДР братьями-инженерами  Кнутом и  Фальком Рейманами, вдохновлёнными моделью Porsche 356.

## История
Из-за невозможности приобрести оригинальный автомобиль Porsche — по финансовым причинам и ограничению на ввоз продукции из ФРГ — братья решили самостоятельно построить аналог. Работая на кузовостроительном предприятии Arno Lindner в Дрездене, они использовали детали от армейского автомобиля Kübelwagen, довоенной BMW и Volkswagen Käfer. Кузов был изготовлен вручную из металлолома, выстученного по деревянным шаблонам.
Весной 1956 года братья предприняли поездку на завод Porsche в Штутгарте. Первоначально Фердинанд Порше отказал им в помощи, однако позже передал им подержанный двигатель объёмом 1,1 литра, позволивший автомобилю развивать скорость до 130 км/ч. Впоследствии было поставлено ещё 13 таких двигателей, что позволило собрать малую серию, получившую название Lindner Coupe или Lindner Porsche.

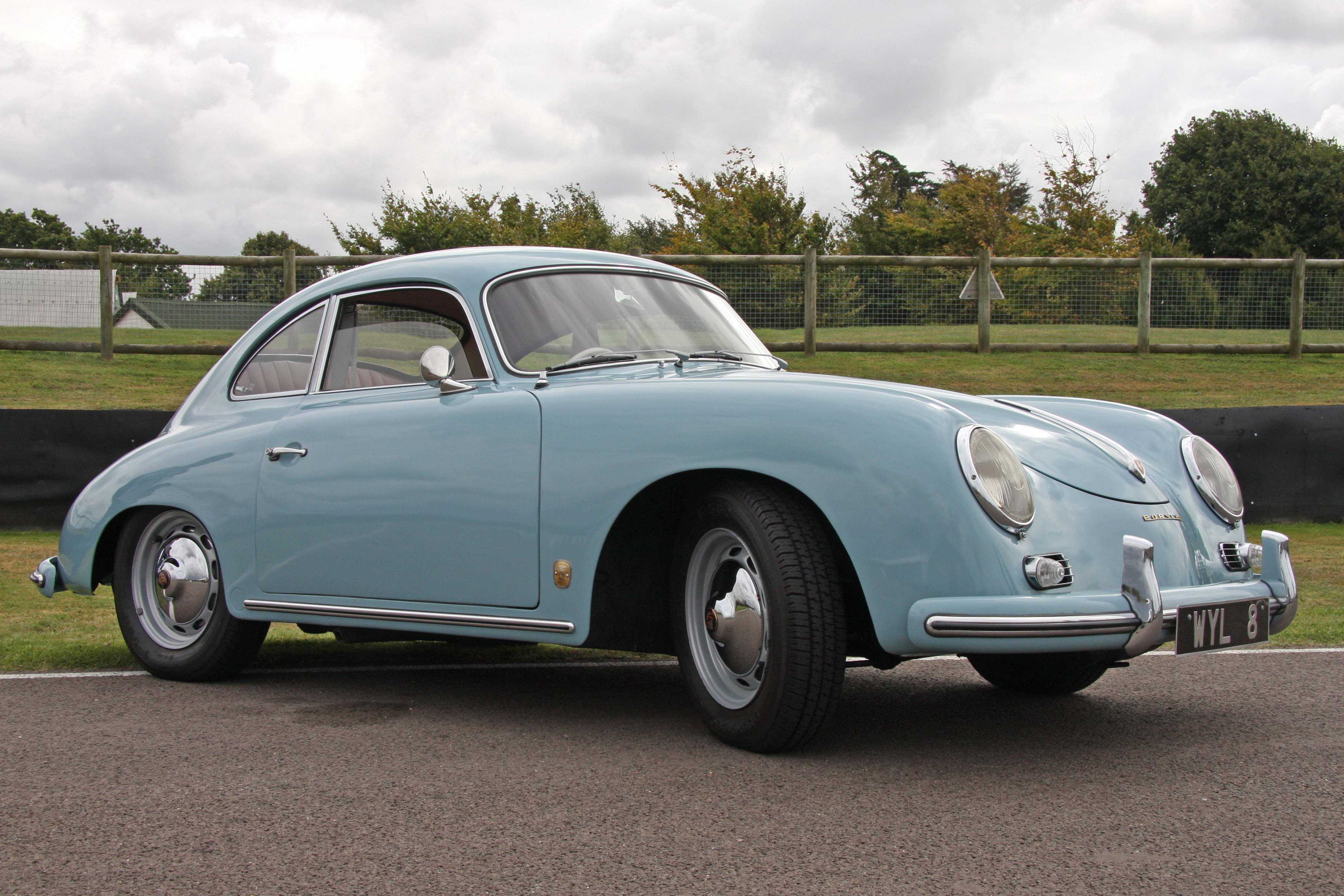
Porsche 356

Производство прекратилось после возведения  Берлинской стены. Братья Рейман были арестованы органами Штази и заключены в  тюрьму Хоэншенхаузен, предположительно из-за контактов с западаной Porsche.
До наших дней дошло лишь несколько экземпляров автомобиля. Один из них был отреставрирован автолюбителем Александром Диего Фрицем и представлен публике в присутствии Фалька Реймана незадолго до его смерти.